# 拉伊 (约讷省)
拉伊（法語：Lailly，法語發音：[laji]）是法国勃艮第-弗朗什-孔泰大区约讷省的一个市镇，属于桑斯区。

## 地理
拉伊（48°14'37"N, 3°31'49"E）面积22.48 平方千米，位于法国勃艮第-弗朗什-孔泰大區约讷省，该省份为法国中北部内陆省份，西接卢瓦雷省，西北接塞纳-马恩省，南至涅夫勒省，东临科多尔省，东北与奥布省接壤。
与拉伊接壤的市镇（或旧市镇、城区）包括：圣莫里斯-欧里什奥姆、莱克莱里穆瓦、库尔热奈、瓦讷河畔富瓦西、莫利农、拉波斯托勒、瓦西讷。

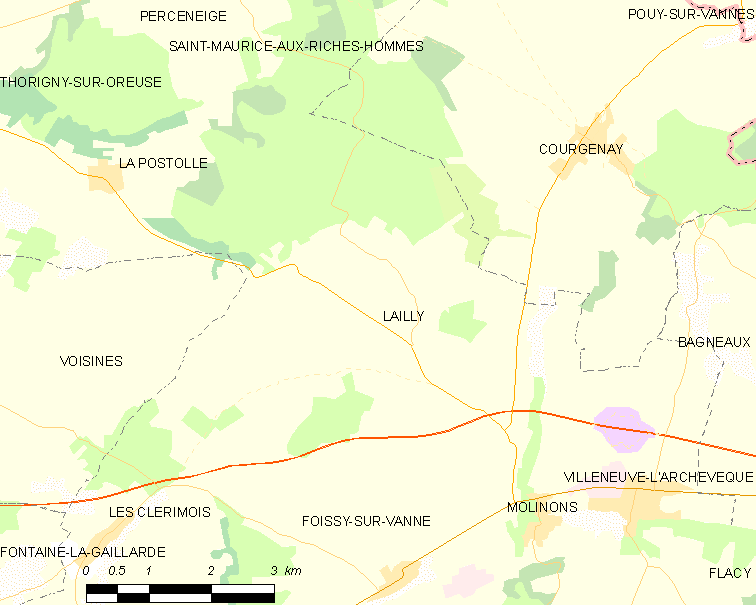
的OSM定位图

拉伊的时区为UTC+01:00、UTC+02:00（夏令时）。

## 行政
拉伊的邮政编码为89190，INSEE市镇编码为89214。

## 政治
拉伊所属的省级选区为阿尔芒松河畔布列农县。

## 人口

1962-2008年间人口变化图示

拉伊于2022年1月1日时的人口数量为202人。